# Zielony Kopiec
Zielony Kopiec (1154 m, 1152 m) – wzniesienie w kształcie wyraźnego stożka lub kopca, w głównym grzbiecie Pasma Baraniej Góry i Skrzycznego w Beskidzie Śląskim, pomiędzy Magurką Wiślańską na południu a Malinowską Skałą na północy. Od Malinowskiej Skały oddzielony jest przełęczą Malinowskie Siodło, zaś w grzbiecie między zielonym Kopcem a Magurką Wiślańską występuje niewybitny szczyt Gawlasi.
Zielony Kopiec jest szczytem zwornikowym. W kierunku zachodnim odgałęzia się tu grzbiet Cienkowa. Spod Zielonego Kopca wypływają 3 potoki: Malinka, Leśnianka i Głębczański. Grzbietem Zielonego Kopca biegnie granica między miastem Wisła w powiecie cieszyńskim i wsią Lipowa w powiecie żywieckim.
Nazwa Zielonego Kopca pochodzi z czasów, gdy biegła tędy granica między Księstwem Cieszyńskim (później austriackim Śląskiem) a Księstwem Oświęcimskim (później Rzecząpospolitą), oznaczana w terenie zwyczajowo kopcami granicznymi.
Zielony Kopiec jest porośnięty lasem. Jego grzbiet zbudowany jest piaskowców istebniańskich, których dolne warstwy tworzą grube i gruboziarniste ławice kwarcowo-skaleniowych zlepieńców, na zwietrzałych powierzchniach mających charakterystyczną, rdzawą barwę. Czasami przedzielone są czarnymi, grubymi mułowcami.

## Szlaki turystyczne
– zielony z Magurki Wiślańskiej – 0:30 godz. w obie strony
 – zielony ze Skrzycznego – 2:20 godz., 2:30 z powrotem
 – żółty z Wisły Czarne Dom Turysty – 2:55 godz., 1:45 godz. z powrotem.

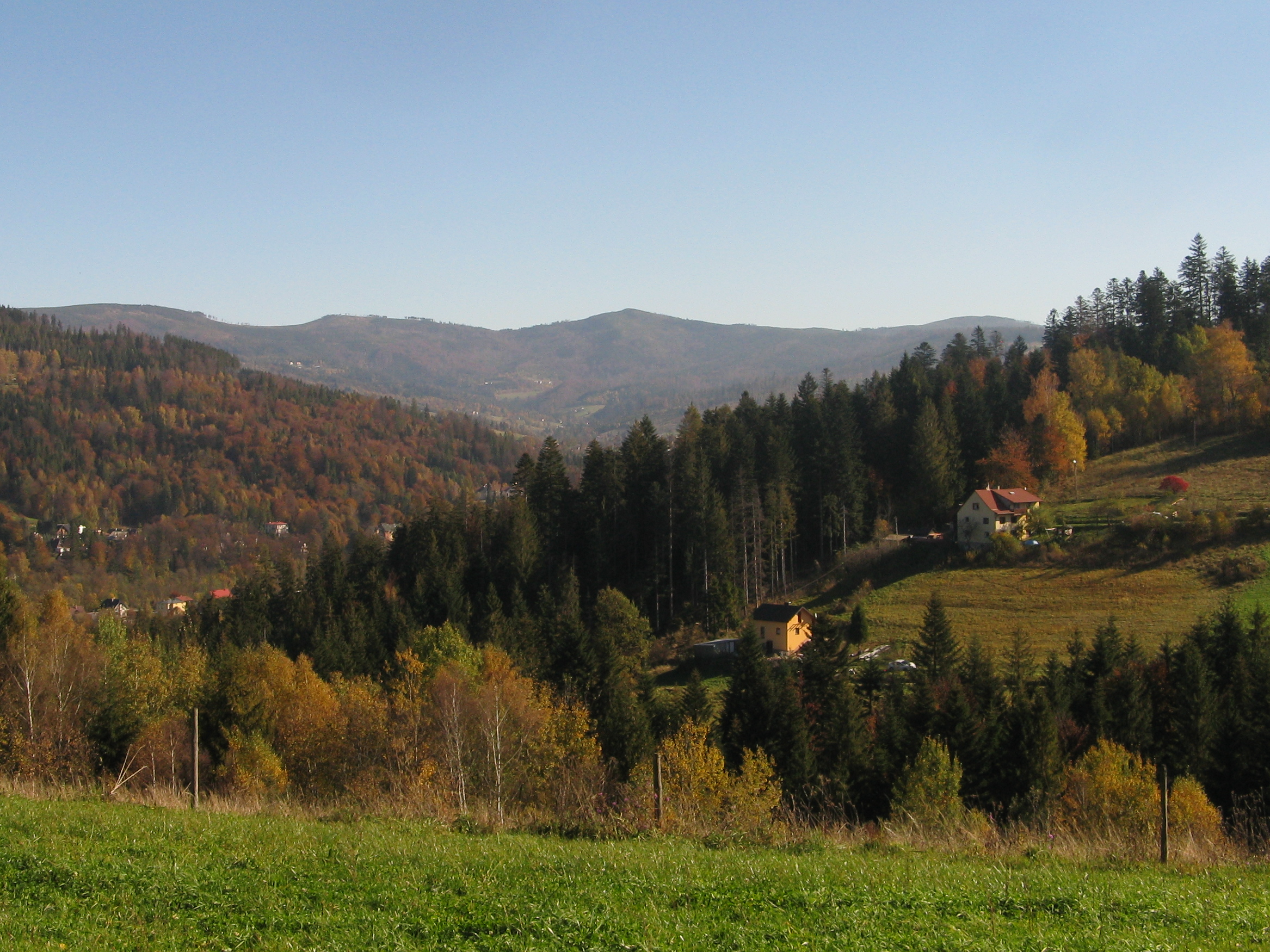
Widok na Zielony Kopiec z Wisły (2018)
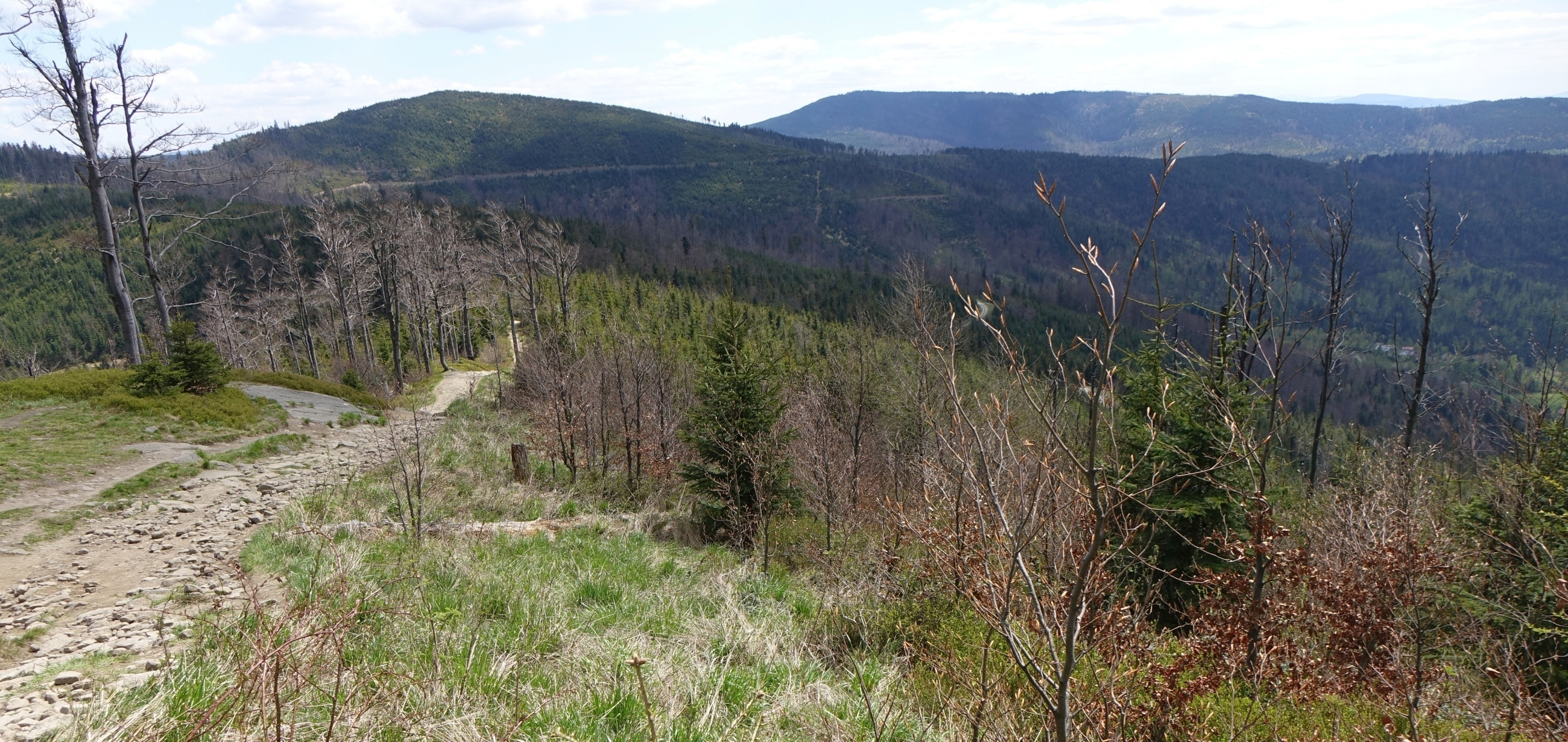
Widok z Malinowa na Zielony Kopiec, Cienków i Pasmo Baraniej Góry
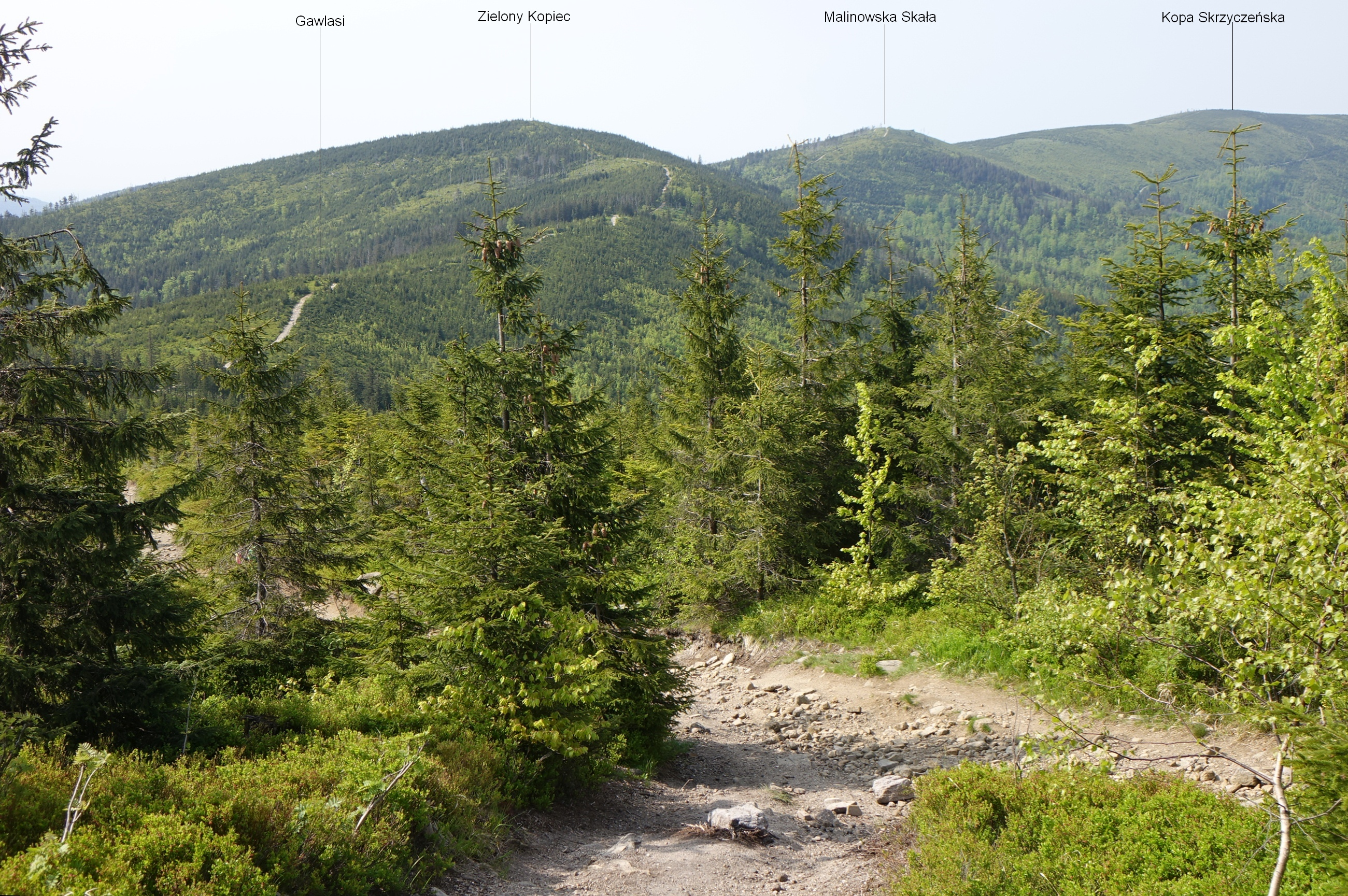
Widok z Magurki Wiślańskiej